# Azle
Azle je malé město v americkém státu Texas. K roku 2010 zde žilo 10 947 obyvatel.

## Geografie
Azle se nachází v Tarrant County, ale částečně přesahuje do Parker a Wise County. Leží 26 kilometrů severozápadně od Fort Worth. Rozloha města je 22,9 km², z toho 0,04 km² tvoří vodní plochy.

## Historie
První zaznamenané osídlení místa se datuje k roku 1846, kdy se mladý doktor jménem James Azle Stewart nastěhoval do srubu, který zde postavil Holanďan Rumsfeld. Další osadníci přišli později a usadili se poblíž místních pramenů Ash Creek, Silver Creek a Walnut Creek. Stewart tu pomohl založit první hřbitov, Ash Creek. Nejstaršími hroby nesou jména Dave Morrison (1849–1874) a W. P. Gregg (1833–1874). První pošta zde byla otevřena v roce 1881 a městečko získalo jméno O'Bar podle zdejšího poštmistra. Krátce poté, roku 1883, bylo jméno na žádost Stewarta, který daroval městu pozemky, změněno na Azle. V roce 1933 byla k městu přistavěna silnice State Highway 34 (dnešní State Highway 199). V druhé půlce 30. let 20. století bylo Azle elektrifikováno. Mezi lety 1940 a 1960 narostla zdejší populace z 800 na 2696 obyvatel.